# Cobubatha balteata
Cobubatha balteata är en fjärilsart som beskrevs av Smith 1900. Cobubatha balteata ingår i släktet Cobubatha och familjen nattflyn. Inga underarter finns listade i Catalogue of Life.